# 木原丈裕
木原 丈裕（きはら たけひろ、1974年9月13日 - ）は、日本の元男子バレーボール選手。

## 来歴
福岡県北九州市出身。先生の誘いを受け、曽根中学1年よりバレーボールを始める。
直方高校在学時に1991年世界ユース代表に出場。早稲田大学卒業後の1997年にサントリーサンバーズへ入団した。第7回Vリーグから第9回Vリーグにかけてチームの主力として出場し、サントリーのVリーグ5連覇に貢献した。
2001年に全日本代表に選出され、韓国釜山で行われた2002年にアジア大会で銅メダルを獲得。2003年ワールドカップに出場した。
2005年、左膝半月板を損傷し手術。1年半のリハビリを経てチームに復帰。
2009年4月、2008/09 V・プレミアリーグをもって現役を引退した。

## 球歴
- 全日本代表 - 2001-2003年
  - ワールドカップ - 2003年

## 所属チーム
- 直方高校
- 早稲田大学
- サントリーサンバーズ（1997-2009年）